# Laurent Blanc
Laurent Robert Blanc (* 19. November 1965 in Alès) ist ein ehemaliger französischer Fußballspieler und -trainer. Von 2010 bis 2012 war er Trainer der französischen Fußballnationalmannschaft. Er ist der derzeitige Cheftrainer von Al Ittihad.
Mit seinem Tor in der 113. Minute im Achtelfinalspiel der WM 1998 zwischen Frankreich und Paraguay und damit dem ersten erzielten Golden Goal der WM-Geschichte ging Blanc in die Geschichte der Fußball-Weltmeisterschaften ein.
Aufgrund seiner Qualitäten als Abwehrchef in der Nationalmannschaft wurde er von seinen Anhängern als le Président bezeichnet.

## Karriere als Spieler

### Verein
Von 1983 bis 2003 war er als Spieler in unterschiedlichen Vereinen aktiv. Seine Karriere begann bei HSC Montpellier, wo er seinen Spitznamen Le Président erhielt; anschließend spielte er beim SSC Neapel, bei Olympique Nîmes, AS Saint-Étienne und AJ Auxerre. Nach einer durchwachsenen Saison 1996/97 beim FC Barcelona wechselte er wieder nach Frankreich zu Olympique Marseille. Dort spielte er von Juli 1997 bis Juni 1999, bevor er zu Inter Mailand nach Italien ging. Bei Inter spielte er sehr erfolgreich und wurde daraufhin im Sommer 2001 von Manchester United verpflichtet, wo er 2003 seine Spielerlaufbahn beendete.

### Nationalmannschaft
Mit der französischen Fußballnationalmannschaft gewann Laurent Blanc die Fußball-Weltmeisterschaft 1998 im eigenen Land und die Fußball-Europameisterschaft 2000 in Belgien und den Niederlanden. Insgesamt wurde Blanc zwischen 1989 und 2000 97 mal für die Nationalmannschaft eingesetzt und schoss als Abwehrspieler immerhin 16 Tore. Das wichtigste Tor war das Golden Goal am 28. Juni 1998 gegen Paraguay. Blanc spielte auch bei der Fußball-Europameisterschaft 1992 und der Euro 1996.
Bekannt war Blanc dafür, vor dem Anpfiff eines Spiels immer die Glatze von Torwart Fabien Barthez zu küssen, um das „Glück der Fußballgötter“ heraufzubeschwören.

## Karriere als Trainer
Zur Saison 2007/08 übernahm Blanc sein erstes Traineramt bei Girondins Bordeaux. Gleich in seiner ersten Saison erreichte er die Vizemeisterschaft und schaffte damit die direkte Qualifikation zur UEFA Champions League. 2009 gelang ihm an der Gironde nach einem bis zum letzten Spieltag offenen Zweikampf mit Olympique Marseille der Gewinn des Meistertitels.
Zum 1. Juli 2010 hat Blanc Raymond Domenech als Trainer der französischen A-Nationalmannschaft abgelöst. Nach dem schlechten Abschneiden und den Skandalen der Bleus bei der WM in Südafrika nominierte Blanc für das erste Testspiel mit Rückendeckung durch die Verbandsspitze keinen einzigen der 23 WM-„Versager“. Stattdessen berief er die vor der Weltmeisterschaft von seinem Vorgänger aussortierten Karim Benzema, Samir Nasri und Philippe Mexès. Neben diesen haben sieben weitere Akteure Länderspielerfahrung, zwölf weitere noch keine. Laurent Blanc startete mit zwei Niederlagen, dann allerdings folgten fünf Siege in Serie, darunter ein 1:0 gegen Brasilien und auswärts 2:1 gegen England. Die französische Auswahl verlor am 23. Juni 2012 das Viertelfinalspiel bei der Fußball-Europameisterschaft 2012 gegen Weltmeister Spanien und schied aus dem Turnier aus. Anschließend lehnte er das Angebot des Verbands für eine zweijährige Vertragsverlängerung ab.
Nach einem Jahr im Wartestand trat Blanc zur Saison 2013/14 bei Paris Saint-Germain die Nachfolge von Carlo Ancelotti an. Er unterschrieb beim französischen Meister einen Vertrag über zwei Spielzeiten bis zum 30. Juni 2015. Nach einer Vertragsverlängerung trennten Blanc und Paris Saint-Germain sich im Sommer 2016; der Verein ließ sich dies rund 20 Millionen Euro kosten, weshalb Blanc es sich über einen längeren Zeitraum leisten konnte, in aller Geduld auf einen passenden neuen Arbeitgeber zu warten.
Im Dezember 2020 unterschrieb Blanc einen auf 18 Monate ausgelegten Vertrag beim al-Rayyan SC aus Katar. Von Oktober 2022 bis September 2023 war er Cheftrainer von Olympique Lyon.
Im Juli 2024 wurde er Cheftrainer beim Ittihad FC in Saudi-Arabien und unterschrieb dort einen Vertrag bis 2026. In seiner ersten Saison als Trainer führte Blanc die Mannschaft zu einem nationalen Double, indem er die Saudi-Arabische Fußballmeisterschaft und den King Cup.

## Erfolge

### Als Spieler
- 1987 – Französischer Meister in der 2. Liga (Montpellier)
- 1988 – Champion d’Europe Espoirs (Frankreich)
- 1990 – Französischer Pokalsieger (Montpellier)
- 1990 – Französischer Fußballer des Jahres
- 1992 – All-Star-Team der Europameisterschaft 1992[9]
- 1996 – Französischer Pokalsieger (Auxerre)
- 1996 – Französischer Meister (Auxerre)
- 1996 – All-Star-Team der Europameisterschaft
- 1997 – Spanischer Supercupsieger (FC Barcelona)
- 1998 – Weltmeister (Frankreich)
- 1999 – UEFA-Pokal-Finalist (Marseille)
- 2000 – Europameister (Frankreich)
- 2000 – All-Star-Team der Europameisterschaft
- 2003 – Englischer Meister (Manchester United)

### Als Trainer
- Französischer Meister: 2009 (Girondins Bordeaux), 2014, 2015, 2016 (Paris Saint-Germain)
- Französischer Pokalsieger: 2015, 2016 (Paris Saint-Germain)
- Französischer Ligapokalsieger: 2009 (Girondins Bordeaux), 2014, 2015, 2016 (Paris Saint-Germain)
- Französischer Supercupsieger: 2008, 2009 (Girondins Bordeaux), 2013, 2014, 2015 (Paris Saint-Germain)
- Französischer Trainer des Jahres: 2009 (Girondins Bordeaux), 2015 (Paris Saint-Germain)

### Auszeichnungen
- Mitglied der Ehrenlegion
- Mitglied im Bund der Freimaurer (Lodge de Printemps No. 2)[10]